# 이예다
이예다(1991년~)은 2012년 7월 징병제 반대와 양심적 병역 거부를 이유로 프랑스에 난민을 신청했다가, 2013년 6월 받아들여졌다. 그는 2013년 5월 한국군의 폭력과 군 미필자들에 대한 사회적 폭력을 프랑스의 난민 심사 보호국에 폭로하였다.
중학교 재학 중 데즈카 오사무의 붓다를 읽고 생명을 살육하는 것에 반대하게 되었고, 병역 거부로 이어졌다.
평화를 위해 병역을 거부한다는 그는 프랑스에서 난민 신분을 인정받았다. 그는 성소수자나 정치적 이유가 아닌 평범한 한국인 청년으로 프랑스에서 난민으로 인정받은 첫 사례가 되었다. 한국의 징병제 반대와 병역 거부를 선택한 사례는 2011년 김경환이 캐나다 정부에 자신의 성적 정체성에 대한 한국사회의 폭력과 배척 등을 이유로 망명신청을 했다가 받아들여진 사례가 있다.
그의 병역 거부와 망명 신청은 일본의 자위대 반대 여론에도 영향을 주었다. 그의 이름 예다는 예수의 앞글자와, 부처의 이름인 붓다의 뒷글자에서 각각 따서 붙인 이름이다. 엠네스티 보고서 감옥이 되어버린 삶:한국의 양심에 따른 병역거부자 인권상황에 그의 사연이 등재되었다.

## 생애

### 학창 시절
서울의 중산층 가정에서 태어났으며, 아버지는 군 장교였다. 그의 할아버지는 육사를 나온 직업 군인으로 퇴역하였다.
그는 중학교 1학년 재학 중 데즈카 오사무 작, <붓다>를 읽던 중, 생명존중사상과 전쟁에 대한 비판의식을 갖게 되었다. 책 붓다를 읽고 그는 다른 생명을 쉽게 죽여도 되는가에 대해 회의를 품게 되었다.
| “ | 중학교 1학년 때 친구가 데즈카 오사무의 만화 "붓다"를 빌려주었고 "전생윤회"라는 개념을 알게 되었는데, "먹기 위해, 자신을 지키기 위해 생명을 죽이는 것은 이해할 수 있지만, 단지 '귀찮다'는 이유로 파리나 모기를 죽이는 것은 근거가 없다"고 생각하게 되었습니다. 20세가 가까워질수록 "총을 가지고 사람을 죽이는 직업에 종사하는 의무를 다해야 하나?"라고 고민하게 됐죠. 선배나 친구들에게 물어봤지만 "나라를 지키기 위해서야" "의무라니까" 등의 얘기만 할 뿐 납득할 만한 대답을 들을 수 없었어요. | ” |
|   | — 2015년 6월 8일 허핑턴포스트와의 인터뷰에서 |   |

그는 그때부터 만화 주인공에 감정이입하면서 왜 인간은 다른 생명체들을 이유 없이 죽일까에 대한 긴 고뇌가 시작되었다 한다. 학살에 대해 반대했던 그는 입대 군대 입대 통보가 오기 전 전투병이 아닌 의료 분야에서 복무할 수 있는 방법을 찾게 되었다. 그 결과 그는 대체복무제가 왜 만들어지지 않았는지, 양심적 병역 거부자가 누구인지 알게 됐다. 대체복무제와 양심적 병역 거부를 인정하지 않는 것, 나도 피해봤으니 너도 당해보라는 한국인들의 심리에 대해 그는 실망하게 되었다.

### 고등학교 재학과 시민운동 참가
고등학교 때 친구, 선생님을 통해 정치의식에 조금씩 눈을 뜨면서 이러저러한 집회에 참가했다. 그때 그는 의경, 전경을 목격했다. 이예다의 표현에 의하면 그들이 나라를 지키는 게 아니라 오히려 시민을 폭력으로 진압하는 것을 보면서, 군대라는 것이 국가와 국민을 지키기 위해 존재한다는 건 거짓말이란 사실을 알게 되었다는 것이다.
그는 고등학교 재학 중 한미FTA 반대 집회, 광우병 쇠고기 수입 반대집회, 이주노동자, 그리고 용산참사 집회 등에 참여했다. 이주 노동자, 외국인 노동자 차별대우를 반대하는 집회와 병역 반대 집회 등에도 참여하였다. 그러나 그는 시위를 하고, 사람들이 죽어도 바뀔 가능성은 적어 보이고…. 한국은 슬픔을 주는 사회라는 결론을 내렸다.

### 대학 재학과 졸업
고등학교 졸업 후 2010년 3월 2일 서울 교외의 전문대학에 입학하였다. 그는 군대에 가지 않은 채 전문대를 졸업했다.
| “ | 그는 5.18 때 민간인을 탄압했고 베트남과 이라크에서 외국인을 학살했습니다. "진정 국민을 위한 군대라고 할 수 있나"라는 의문이 생겼죠. | ” |

서울 모 전문대학 재학 중에 병역 거부자들의 체험기를 담은 책을 읽고, 한국군의 역사에 대해서도 배우게 되었다. 서울 모 전문대학에 입학한 지 얼마 안된 2010년 4월 천안함 사건이 발생했다. 천안함 사건이 있었는데, 영향이 있었나요 라는 언론의 질문에, 그는 확실히 영향이 있었다고 답했다.
| “ | 확실히 있었죠. 언론과 민간 단체가 사고로 죽은 병사들을 영웅시하고 북한에 대한 적개심이 높아졌습니다. "전쟁은 쉽게 일어날 수 있다"고 피부로 느꼈고, 군대가 신성하고 멋있다는 사회의 분위기가 무서워졌죠. | ” |

그는 사고로 사망한 병사들을 영웅으로 추켜세우고, 북한에 대한 적개심만을 조장하는 것과 그것을 무작정 받아들이는 사회분위기에 경악하였다. 그는 희생 병사들에 대한 보상보다 사고로 사망한 것을 영웅시하는 것을 지적하였다.
그는 대학에서 일본어를 배웠다. 대학 재학 중 그는 일본으로의 망명을 결심하고, 일본어를 수강했다. 그래서 처음에는 일본도 알아봤다. 그러나 곧 일본도 한국과 같은 전체주의사회임을 인식하고 일본 망명을 포기했다. 인권 문제에서 한국보다 나을 게 없다는 사실을 금방 알고 바로 접었다. 이후 일단 군대가 있더라도 징병제가 아닌 나라, 아무것도 없이 맨몸으로 시작해야 하니까 사회복지가 잘되어 있는 나라, 그리고 난민 신청을 받아줄 만큼 정치적으로 열려 있는 나라 중에 선택해야 했다. 또 하나 중요한 건 여름이 있는 나라여야 했다. 북유럽이 복지제도가 잘되어 있지만 추운 나라는 싫었다. 그러고 나니 남는 나라가 프랑스와 독일이라는 것이다. 이예다는 이 중에서 모병제를 오랫동한 유지한 프랑스를 선택하고 최근에 징병제를 폐지해서 모병제 유지기간이 짧은 독일을 버렸다. 2012년 2월 서울 모 전문대학을 졸업하였다. 졸업 후 집 근처 PC방에서 시간당 4300원을 받고 아르바이트를 시작하였다.

### 망명 결심 과정
그에 의하면 병역을 마치지 않은 자들에 대한 취업 차별도, 망명의 한 원인이 되었다. 그에 의하면 "전문대 졸업이면 아예 일자리도 별로 없는 데다가 많은 기업이나 정부기관은 "병역"을 취업 조건으로 규정하고 있잖아요. 병역을 거부하면 거의 같은 기간을 감옥에서 보내야 하고 출소 후에는 '전과자'가 됩니다. 전망이 없는 한국 사회가 원망스러웠고, 그런 한국 사회에 충격을 주기 위해서는 국외로 탈출할 수밖에 없다고 생각하게 됐죠"라고 지적했다.
그는 유럽과 아메리카 대륙의 국가 중에서 프랑스를 선택했다. 병역이 없는 민주주의 국가 중 난민 신청 시 수용소에 들어가지 않아도 되고, 사회복지가 잘 되어 있는 나라를 찾다가 결국 프랑스 망명을 선택했다는 것이다. 한편 그가 망명을 결심하자 그의 가족과 지인들은 찬성과 만류 등 다양한 의견으로 나뉘었다. 그의 아버지는 "니가 결정한 것이라면"이라고 하며 별로 말씀을 안 하셨지만, 어머니는 강력 반대하였다. 이 과정에서 프랑스와 독일이 서로 이예다의 망명을 받아주려고 경쟁을 했는데 이예다로부터 선택받지 못한 독일이 매우 애석해했다. 그의 어머니는 그에게 "무조건 참아! 군대 가!" "감옥에 2년 가면 다시 만날 수 있잖아"라고 통곡하였다. 그러나 결국은 항공권과 생활비를 어머니가 마련해주셨어요. 2012년 7월 초에 관광 명목으로 인천공항에서 비행기편으로 파리의 샤를 드골 공항에 도착, 프랑스에 입국해 다음날 난민 신청을 지원하는 NGO "FTDA"에 도착하였다.

### 정치적 망명 신청과 승인
2012년 7월 그는 비행기편으로 출국, 프랑스의 파리에 도착, 난민 신청을 했다. 인천국제공항을 떠난 그는 비행기편으로 처음 샤를 드골 공항에 도착했다. 입대를 두 달 앞둔 때였다. 자신의 신념에 따라, 군대만큼은 절대로 갈 수 없다는 결심을 굳혔다. 70만원을 들여 파리행 비행기 티켓을 샀고, 편도였다. 사회보장 체계가 잘 갖춰져 있다는 프랑스를 택했다.출국 당시 그는 "다시는 한국으로 돌아오지 않겠다"고 결심했다.
공항을 나와, 파리시로 향했다. 숙소를 잡은 뒤, 곧바로 난민 신청 절차를 알아보았다. 파리에선 난민 신청을 도와주는 단체를 쉽게 찾을 수 있었다. 수중엔 어머니가 쥐어준 50만원뿐이었다. 잠자리를 구하지 못한 밤엔 노숙을 하기도 했다. 난민 신청을 위한 임시 주소 등록, 의료 보험 신청 등을 거쳐 2012년 11월 프랑스 난민 무국적자 보호국(OFPRA)의 서류 심사가 있었고, 2013년 5월에 면접을 봤다. 이후 그의 망명 신청 심사는 무난히 통과되었다.
2013년 7월 프랑스 정부에서 난민신청자에게 주는 주거지에서 머물 수 있게 됐다. 프랑스에서도 난민신청자들의 구직 활동은 금지된다. 그러나 생계비 지원이 이뤄지고 있다. 당시 그의 어머니는 아들에게 호소했다. 눈 딱 감고 군대에 다녀온 뒤, 잘못된 점을 조금씩 고쳐나가면 안 되느냐고. 때론 남들 다 가는 군대를 가지 않겠다며 나라와 가족마저 떠나느냐고 화를 내기도 했다.
| “ | 저도 당연히 무서웠어요. 심지어 영어도 완벽하게 안 되고, 프랑스어는 더더욱 안 되고. 그래도 군대에 가기는 싫었고. 그 때문에 내 자유를 뺏기는 것도 싫었어요. | ” |

그는 프랑스 정부에 난민 신청서를 제출했고, 2013년 9월 통과되었다. 그는 난민 신청서에서 사회 구성원으로부터의 박해와 수감에 대한 두려움 때문에 난민 신청을 하게 되었다고 밝혔다. 심사관들은 북한과 남한을 잘못 본 것은 아닌가 하고 놀라기도 했다.
| “ | 중학교 때, 불교에 대해 배우면서 어떤 생명도 죽이지 않겠다고 다짐했습니다. 강제적 징병제도는 사람을 죽이도록 훈련하는 일이며, 이는 제 신념과 모순되는 것이었습니다. 한국에서 강제적 병역 의무는 어른으로 가는 통과의례와 같습니다. 대부분의 사람들은 병역 의무를 ‘성스럽게’ 여깁니다. 병역을 끝낸 사람들은 ‘군대를 갔다 온 남자’와 ‘군대를 갔다 오지 않은 사람’(여성과 장애인도 포함) 간의 차별을 만듭니다. 한국에서 양심적 병역 거부자는 ‘조국의 배신자’와 ‘전과자’라는 낙인이 찍힙니다. 두 낙인은 어디나 따라다니게 되며 차별의 대상이 됩니다. | ” |
|   | — 이예다의 난민 신청서 |   |

### 망명 생활 초반
2013년 9월 프랑스 정부는 그의 난민 신청을 수락했다. 그해 10월 프랑스 난민·무국적자보호사무국(OFPRA)으로부터 난민임을 인정받았다. 노숙한 적이 있긴 하지만, 통틀어서 1주일이 채 안 된다. 공항에서 노숙을 좀 해보려고 했는데, 며칠 되니까 비행기 표를 보여 달라더니 나가라고 했다. 그래서 공원에서 노숙하고. 프랑스에는 나처럼 집 없는 사람들을 재워 주는 숙소에서 숙식을 해결했다. 이후 난민 신청자들에게 불어를 공짜로 가르쳐주는 프랑스인 엠마누엘을 만나 불어를 배웠다. 엠마누엘은 시민단체 Kolone(난민 신청자, 이민자 자녀 등을 돕는 시민단체)를 운영하며, 티베트, 방글라데시, 이란 등 여러 나라에서 온 정치적 망명자들에게 프랑스어를 무료로 가르쳤다.
나중에 엠마누엘 선생이 매일 전화하지 않아도 가서 잘 수 있는 숙소를 알려주어, 그는 또 거기서 숙식을 해결했고 난민 신청자들을 위한 공동 숙소에서 머물기 전까지는 그렇게 지냈다. 이후 여기저기 도와주는 기관들을 알아보고 다니다가 만난 루마니아 친구 앙드레에게서 어디를 가면 밥을 공짜로 주는지 등등을 입수, 청소년 쉼터(Halte Jeune), 마음의 식당(Restaurant du Coeur) 등을 전전하였다.
그는 언론을 통해 국제사회 한국의 양심적 병역거부자 처벌을 밝혔다.
| “ | 종교도 없고, 성 소수자도 아니고요. (한국 사회는) 군대 문제만으로 다른 나라에서 난민으로 받아줄 정도의 상태다, 그만큼 한국 군대 문제가 심각하다는 것을 알아주셨으면 합니다. | ” |

그가 살육, 살인을 반대하여 한국군 입대를 거부하고 프랑스로 망명한 것에 대해, 일본 자위대의 정규군화를 반대하는 일본의 시민운동가들에게도 알려졌다. 2014년 8월 일본의 인권 운동가 야마미야 카린은 지인을 만나 그에 대한 이야기를 접하였다. 카린은 바로 이예다를 일본에 초청하였다. '너무 젊은데 "살인은 싫다"는 단순한 이유로 망명까지 했다. 그것에 감동해서 만나보고 싶은 마음이 생겼죠. 술자리에서 바로 "일본에 와 달라"고 전화했습니다.'는 것이다.

### 한국의 병역 실상 폭로
2014년 9월 17일부터 9월 20일까지, 4일간 일본에 건너가 안악희씨와 함께 징병 반대 운동을 하였다. 반대 시위에서 그는 2014년 내내 벌어진 한국 군 내의 사고와 맞물려서, 한국군이 얼마나 전근대적이고 비인권적인 구습을 아직까지 유지하고 있는지, 병사들에 대한 처우는 얼마나 열악한가를 외신 기자들에게 폭로하였다. 아울러 민주화 이후 자유국가가 되었다고 알려진 한국에서 아직까지 병역 거부를 비롯한 인권 상황은 좀체로 나아지지 않고 있다는 사실도 알렸다.
일본 도쿄에 있는, 달라이 라마와 일본 수상들이 회견한 모 장소에 간 이예다는 망명객으로서 심경을 밝혔고, 나는 한국 군대의 인권 실태와 불합리함을 고발했다.
9월 18일 오챠노미즈 역 근처의 데모쿠라 방송 본사를 방문, 데모쿠라(데모크라시)TV의 방송에 출연하였다. 데모쿠라TV는 유료 인터넷 방송이다. 그는 일본의 시민운동가 아마미야 카린와 함께 특별 게스트로 출연하였다. 그밖에 양성택, 한국의 평화운동 단체 '전쟁없는 세상'의 활동가 구로 등도 참여하였다. 아마미야 카린씨는 이예다씨와 망명 생활과 자유, 평화에 대한 이야기를 많이 나누었다.
아마미야 카린이 한국 군대 병사들이 받는 월급과 일상 통제를 이야기 하자, 경제학자라고 하는 한 패널은 "한국 이제 돈 많으니까 모병해도 될 텐데? 오히려 (이런 식의) 징병제는 마이너스가 될 텐데"라고 심드렁하게 밝히기도 했다.
방송 녹화 종료 후 양성택 등과 함께 데츠카 오사무의 작품을 그린 벽화를 방문했다. 다카노바바에 방문했을 때, 북한 전문 취재를 하는 일본인 기자를 만났다. 이 일본인 기자는 다수의 북한 르포로 일본에서는 매우 유명한 기자로 한반도 문제에 대해 많은 기사를 썼다. 이예다와의 면담을 마친 후, 일본인 북한 전문 기자는 "탈북자 이야기는 많이 들었는데 '탈남자'는 처음이네요."라고 소감을 밝혔다. 9월 20일에는 "마가 큐 학교(マガ9 学校)"에 도착, 아마미야 카린이 필진으로 있는 시사 전문 웹진 '매거진9'의 편집부에서 주최하는 토크쇼에 참석했다. 마가 큐 학교에서 그는 이란에서 온 망명신청자를 면담했다. 이란에서 좌파 정당 활동을 하다 일본에 온 그는, 14년 동안 망명 신청을 세 번이나 했다가 받아 들여지지 않았는데 이제 캐나다에 망명이 허용되어 곧 일본을 떠난다고 밝혔다. 그는 이예다에게 축하 인사를 전했다.

### 프랑스 망명 생활
그의 프랑스 망명 승인과 동시에 유병언 전 세모 그룹의 회장이 프랑스로 망명을 시도했다가 거절을 당했다는 내용의 오보가 언론을 통해 알려지기도 했지만, 이는 장난 전화였음이 밝혀져 사실이 아닌 것으로 밝혀졌고 또한 기사들을 통해 정정보도 된 바 있다. 이예다의 양심과 군대를 강제하는 한국 정부의 상황을 고려한 프랑스의 이민심사국은 그에게 난민 자격을 허락했다.
난민 신청자의 숙소를 나와 파리 근교의 한 아파트에서 생활하게 되었으며, 베이글 전문 빵가게에서 근무하기도 하였다.
2013년 11월 파리 부정선거 규탄 집회에 참여하였다. 2014년 11월 일본 도쿄 외국인 특파원협회에서 열린 기자회견에 참석하였다.
2016년 초국가적 시민단체인 징병제 폐지를 위한 시민모임 JPD 프랑스지부에 가입하였다.

## 신념과 논란

### 국적 포기와 망명 이유
그는 처음부터 국적을 버리려 계획했던 것은 아니다. 그가 군대를 가느냐 마느냐의 고민이 시작된 건 2011년이었다. 그에 의하면 그때까지만 해도 그는‘양심적 병역거부’라는 말조차 몰랐던 시절이라 한다.
어릴 때부터 군 입대가 꺼려졌다. 아무 이유 없이 작은 벌레도 죽일 수가 없는데, 총을 들어야 한다는 현실을 받아들이기 힘들었다. 그는 또 이라크, 아프가니스탄에 파병되어 미국을 위해 우리와 상관없는 자들을 위해 싸우는 게 내가 본 우리 군대였다. 나라를 지킨다기보다는 권력자를 위해 합법적으로 폭력을 행사하는 집단, 정치적 도구로 이용 당하는 조직이라고 보았다. 거기서 총을 들고 죽이는 훈련을 받는다는 것, 군 복무를 거부하면 범법자로 취급당하고, 감옥에 가야 한다는 그 폭력적 시스템을 받아들일 수 없었다 한다. 그는 전투병이 아닌 의료 분야에서 복무할 수 있는 방법도 찾아봤다. 그러다보니 대체복무제가 왜 만들어지지 않았는지, 양심적 병역 거부자가 누구인지 알게 됐다. 그는 프랑스로 향하는 비행기 안에서도 한국에서 못다 읽은 임재성 저서, <삼켜야 했던 평화의 언어>를 읽었다.
그는 동성애자도 아니고, 어떤 종교의 영향을 받은 것도 아니고, 운동권의 영향이나 압력을 받은 것도 아니었다. 예다는 특정 종교를 가진 것도, 성소수자도 아니며, 소위 학생 운동권에 몸담으며 선배들의 말씀에 세뇌된 흔적도 없다. 그가 다른 인터뷰에서 했던 말 그대로, "나의 양심은 총을 들 수가 없다"는 것이다.

### 한국 사회의 편견과 몰이해
한국 사회와 주변의 몰이해로 심리적 고통을 받았다. 그는 10년 체류권(갱신 가능)을 받은 그는 프랑스 저소득층이 받는 사회보장 수급자가 됐다. 외롭지는 않느냐는 언론의 질문에 대해 그는 한국에서도 외로운 건 마찬가지였어요. 나를 이해해주는 사람이 거의 없었으니까 라고 답했다.
그에 의하면 '난민으로서의 삶은, 그때까지 맺어온 사회적 관계를 단절하고 새로 시작해야 하는 것이다.'라 한다. 모든 나라를 갈 수 있어도 한국으론 갈 수 없다. 예다씨는 한국을 떠나기 전에 정말 예외적인 경우가 아닌 이상 되돌아오지 못할 걸 예감했다. 한겨레 신문과의 인터뷰에서 그는“일부러 제가 좋아했던 우리 동네를 자주 돌아다녔어요. 친구와 함께 새벽에 돌아다니면서 떠들곤 했는데 똑같이 한 거죠. 비가 오는데도 새벽에 맥도널드에서 군것질을 하던 추억이 떠오르네요.”라고 답하기도 했다.
그는 한국이 슬픔을 주는 사회라고 느낀다. 한미 FTA, 광우병 쇠고기, 이주노동자, 용산참사 등을 계기로 한 집회에 참가하여 시위를 하면서, 아무리 사람들이 죽어도 바뀔 가능성이 보이지 않는 한국 사회의 실상을 보았다. 그래서 그는 꼭 군대 문제가 아니었더라도 아마 한국을 떠나고 싶었을 것이라고 밝혔다. 국제앰네스티 동아시아 사무소장 니콜라 베클란은 한국은 대체 복무제를 인정하지 않는 얼마 안 되는 나라 중 하나입니다. 대부분의 나라에서 인정하고 있습니다.라며 대체복무제를 인정하지 않는 한국 사회를 비판하였다. 결국 이예다는 다시는 한국사회로 돌아오지 않겠다고 다짐하고 망명을 선택했다.

### 생명 살상 반대론
그가 무조건 살생에 반대하는 것은 아니다. 그는 모든 동물처럼 생존을 위해, 즉 먹고 살기 위해 혹은 방어하기 위해 다른 동물을 죽일 수 있다. 그러나 인간은 주변에 있는 작은 벌레들을 습관처럼 죽인다. 긴 고민 끝에 내린 결론은 '아무 이유가 없다'였고, 그래서 죽이지 말자고 결정했다. 생명이니까. 나한테 그 생명을 단절 시킬 권한이 없으니까. 그때부터 내 앞에서 파리 한 마리라도 죽이는 사람이 있으면 예외 없이 물었다. "왜 죽여?" 그 대답은 각양각색이었다.
그는 일단 육식에 대해서는 인정했다. 다만 그에 의하면 필요 이상의 학살, 재미로 생명을 죽이는 것을 비판하였다. 생존과 관계 없이 생명을 죽이는 것도 반대하였다.
그는 결국 모기에 물리면 가렵고 따갑지만, 인간의 생명에는 지장이 없다. 그런데도 모기를 죽이는 것은 온당치 않다고 생각했다. 정 귀찮아지면 손으로 모기를 살짝 포위해서 창밖에 놔주는 방법을 택했다 한다.
2012년 난민들을 위한 시설에서 지낼 때 빈대를 만났다. 처음에는 견뎠다. 그런데 그것이 삶을 피폐하게 만들었다. 빈대와 함께 지내다 보니 남들과의 신체 접촉도 꺼려졌다. 내가 그들에게 빈대를 옮길 수도 있으니까. 그래서 이건 나에게 정말 큰 피해를 주는 경우니까 어쩔 수 없다, 하고 빈대를 죽였다. 살충제를 사다가 철저하게. 그에 의하면 10년 만에 처음으로 살생했다 한다.

### 전쟁에 대한 회의론
그는 중학교 1학년 때 데즈카 오사무의 책을 읽은 이후 오랫동안 고민하였다. 그는 시민을 폭력으로 진압하는 의경들, 군대 내 폭력, 해외 파병되어 미국을 위해 싸우는 한국 군대를 보며 그는 계속 질문했다. 그는 군대 내부에서도 폭력이 벌어지는 것에 대해서도 회의감을 갖게 되었다.
그는 국민을 지킨다는 이름하에 다른 사람을 학살, 폭력을 가하는 국가권력에 대한 회의감도 품게 되었다. 권력자를 위해 합법적으로 폭력을 행사하는 집단으로서의 군대, 거기서 총을 들고 누군가를 죽이는 훈련을 받는다는 것 자체가 그 폭력에 동조하는 것 아닌가 하는 질문이 예다를 이끌었다. 결국 그는 자신의 양심의 소리를 따라 난민의 삶을 선택했다.

### 한국군 현실 폭로
프랑스 난민 무국적자 보호국(OFPRA)에서 그는 병역 미필자들에 대한 사회적인 폭력과 불이익, 한국 군대 내의 인권침해, 군대 내 가혹행위와 폭력 등을 폭로했다.
2013년 5월에 프랑스 난민 무국적자 보호국(OFPRA) 면접을 봤다. 병역을 거부하면 감옥에 가야 하는 것, 그 동안 배운 한국군의 실상을 호소했더니 면접관들은 "북한이 아닌 남한에서 그런 일이 있을 수 있다니"라고 모두 놀랐다. 그는 자신이 왜 군대를 거부하는지. 한국 군대는 어떤 곳인지, 그리고 자신이 군대를 거부하고 한국에서 계속 살 경우 어떤 일이 발생하는지를 설명했다. 난민 심사를 하던 심사관은 내가 South와 North를 잘못 봤나? 북한이 아닌 남한에서 이런 일이 있을 수 있느냐며 반문하였다.
나중에 마리-오랑즈 조사관은 그를 따로 만났다. 마리-오랑즈 조사관은 함께 책을 쓰고 싶다는 뜻을 밝히기도 했다.
1개월만인 2013년 6월 그의 망명 신청은 승인되었다. 후일 그는 한 한국 언론과의 인터뷰에서 "한 달 후에 난민으로 10년의 체류 자격을 얻었습니다. 이례적으로 빠르게 나왔다더군요."라고 밝히기도 했다.
그는 군 당국은 불상사를 은폐하려 했고, 인권교육 등 미봉책을 내놓는 데 그쳤다. 그런데 군대에 대한 사회의 인식은 확실히 바뀌고 있습니다. 징병 대상인 젊은 세대가 목소리를 높여야 한다고 생각한다며 한국 군의 대처를 비판하기도 했다.

## 영향력

### 일본 자위대 정규군화 반대여론에 영향
일본 자위대가 정규 군대로 편성되는 것을 반대하는 일본인들은 이예다의 살인, 살육 거부 망명과 난민 신청이 받아들여진 것에 주목하였다. 일본의 반전 평화 운동가 아마미야 카린에 의하면 일본에서는 "집단적 자위권" 문제로 여태까지 대부분 사람과 상관이 없었던 "군대"라는 존재가 조금씩 구체적인 이미지를 가지고 다가왔던 무렵이었다. 하지만 위기감을 갖는 사람과 그렇지 않은 사람과의 괴리가 너무 심하다고 밝히기도 했다. 그에 의하면 2014년 당시 일본은 "이슬람 국가" 인질 사건으로 자위대를 해외에 파견하는 것이 "필요하겠지" 혹은 "해외 동포를 내버릴 수 있겠나"라는 논의가 일어나고 있고, 테러의 위협이라는 말에 선동돼 모두가 막연한 불안을 느끼고 있는 상황이라 한다.
일본 자위대 문제에 비판적인 일본의 시민운동가들은 그를 일본사회에 소개하기로 했다. 야마미야 카린은 '저도 미국의 경제적 징병제(지원병 제도이지만, 실업과 저임금 등 경제적으로 어려운 사람들이 먹고 살기 위해 어쩔수없이 군대를 지원하는 것)도 지식으로만 알고는 있었죠. 다만 그것이 일본에 도입되면 어떻게 될지 상상도 할 수 없습니다.'며 그를 일본사회에 소개하여, 병역, 군대의 폭력성을 알리고자 했다. '모르니까 먼저 실태를 알고 그것을 공유하고 싶었죠. 가장 영향이 큰 젊은이들에게 살인자가 되기 싫어서 나라를 버린 한국 젊은이를 소개해주고 싶었죠. 한국에서는 병역을 거부하면 재판을 받고 감옥에 가야 하는 것조차 나는 몰랐습니다. 양심적 병역 거부도 못하다니, 얼마나 비인간적인 시스템인지 모릅니다.'라는 것이다.

## 기타
2014년 한겨레신문에서 그에게 본인의 이야기를 신문에 기고해도 되겠는가를 물었을 때 그는 흔쾌히 승낙하였다. 그는 “군 인권을 위해서, 군대에 아들을 보낸 모든 어머니들을 위해서, 온갖 열악한 여건 속에서 아무런 거부권도 없이 최저임금도 못 받으며 2년을 보내야 하는 청년들을 위해서, 모든 사람을 위해서 써주셨으면 해요!”라고 밝혔다.
그는 난민이 되지 못한다면 이의신청을 하고, 그도 안 되면 다른 나라로 가거나 어디 숲 속에라도 들어가 살 생각이었다 한다.
이예다가 프랑스로 망명하는 일이 발생하자 국방부는 이예다의 아버지를 준장 진급심사에서 제외시키는 초강수를 뒀으며 이 일로 인해 이예다의 아버지는 대령으로 제대했다.

## 평가
일부 세력은 그를 조국의 배신자라고 비판하거나 만약 내가 미리 알았더라면 이예다처럼 도전했을것이라 하기도 했다.
그는 오로지 병역거부라는 하나의 사유로만 망명이 받아들여진 최초의 사례가 되었다.

## 같이 보기
- 양심적 병역 거부
- 박석진
- 윤석양
- 강의석
- 육우당
- 김경환